# Stara Synagoga w Bełchatowie
Stara Synagoga w Bełchatowie – nieistniejąca już pierwsza, drewniana synagoga, znajdująca się w Bełchatowie na skrzyżowaniu dzisiejszych ulic Fabrycznej i Lecha i Marii Kaczyńskich.
Synagoga została zbudowana w 1824 roku. Z biegiem czasu popadła w ruinę i w 1893 roku na jej miejscu wzniesiono nową, murowaną synagogę.